# Bombus haematurus
Bombus haematurus – euroazjatycki gatunek trzmiela.

## Wygląd
Niewielki gatunek trzmiela. B. haematurus jest podobny do należącego do tego samego podrodzaju (Pyrobombus) trzmiela łąkowego, jednak zazwyczaj możliwe jest rozpoznanie tego gatunku w terenie na podstawie ubarwienia futerka. U samic tułów czarno owłosiony z żółtą przepaską z przodu, odwłok czarny z wyjątkiem żółto owłosionych segmentów drugiego i trzeciego (w przeciwieństwie do trzmiela łąkowego, u którego żółty jest co najwyżej segment drugi) oraz czerwonobrązowego zakończenia odwłoka (które ma mniejszy zasięg niż u trzmiela leśnego). Samce są ubarwione podobnie do samic, ale ich tułów jest w dużej części lub w całości żółto owłosiony, żółte są też trzy pierwsze tergity (samce trzmiela leśnego zwykle są nieco mniej żółte, w szczególności tergit 3 jest u nich zawsze czarny).

## Biologia
Gatunek społeczny, polilektyczny. Preferuje tereny zadrzewione, gdzie może gniazdować w dziuplach drzew, jednak zarówno pod względem siedliska, jak i miejsca gniazdowania, jest plastyczny. Królowe kończą zimowanie w marcu, młode królowe oraz samce pojawiają się w kolonii od lipca.

## Rozmieszczenie
Pierwotny zasięg B. haematurus obejmował południowo-wschodnią Europę i Azję Zachodnią, a północno-zachodnia granica jego zasięgu znajdowała się w Serbii i Albanii. Obecnie zachodnia granica jego zasięgu przesunęła się o ok. 1000 km w stosunku do wartości historycznych, a gatunek występuje m.in. w Słowenii, Grecji i na Słowacji. Jest to jeden z zaledwie kilku europejskich gatunków trzmieli, dla których przewiduje się zwiększanie zasięgu pod wpływem globalnego ocieplenia. W 2023 roku został po raz pierwszy zaobserwowany w Polsce, w Bieszczadach.

## Nazwa
Łacińska nazwa gatunkowa pochodzi od greckiego słowa αίμα oznaczającego krew i nawiązuje do ubarwienia zakończenia odwłoka tego gatunku.